# .ge
.ge (код ISO 3166-1 для Грузии, англ. Georgia) — национальный домен верхнего уровня для Грузии. Предназначен для регистрации резидентов Грузии или для иностранных компаний через локальных легальных представителей (ограничение: один домен на одного регистранта).

## Домены второго уровня
Доступны следующие домены второго уровня:
- .com.ge — для коммерческих организаций
- .edu.ge — для учреждений образования
- .gov.ge — для правительственных организаций
- .org.ge — для неправительственных
- .mil.ge — для государственных военных организаций
- .net.ge — для сетевых провайдеров и организаций
- .pvt.ge — для частных лиц

## История
.ge был делегирован Грузии интернет-провайдером SaNet в 1992 году. В 2006 году Caucasus Online, сформированная на базе слияния трёх компаний (включая SaNet) стала спонсором .ge.
.gov.ge была делегирована к LEPL Smart Logic в 2014 году.

## .გე
В 2011 году был зарегистрирован домен верхнего уровня .გე, предназначенный для доменных имён, записанных грузинским письмом мхедрули.